# I Am Noah
I Am Noah ist eine im Jahr 2015 gegründete deutsche Metal-/Hardcore-Band aus Trier.

## Geschichte
Die Band I Am Noah wurde im Sommer 2015 gegründet und besteht aus Sänger Sören Frechen, Bassist René Breinbauer, Schlagzeuger Marius Greif sowie den beiden Gitarristen Daniel Zehren und Tim Schwenk.
Im Mai 2016 wurde das aus 12 Tracks bestehende Debütalbum The Verdict über das Plattenlabel Bastardized Recordings veröffentlicht. Die Lieder des Albums wurden aus dem Blickwinkel des fiktiven Charakters Noah geschrieben, der die aktuellen sozialpolitischen Veränderungen thematisiert. 
Im Januar 2018 erschien mit Final Breed die erste EP der Band unter dem Label Bastardized Recordings.

## Stil
I Am Noah verstehen sich selbst als moderne Metalcore-Band. Darüber hinaus werden der Band gewisse Progressive- sowie Djent-Referenzen zugesprochen. Jens Kirsch vom Ox-Fanzine beschreibt die Band als Schnittmenge aus The Ghost Inside, Architects sowie den früheren August Burns Red.

## Diskografie
- 2016: The Verdict (Album, Bastardized Recordings)
- 2018: Final Breed (EP, Bastardized Recordings)